# 埃费琳·赫尔韦格
埃费琳·赫尔韦格（德語：Evelyn Herwegh，1961年9月30日—），德国前女子赛艇运动员。她曾代表德国参加世界赛艇锦标赛，获得二枚金牌、一枚银牌和一枚铜牌，均来自轻量级项目。